# Preuß (sächsisches Adelsgeschlecht)

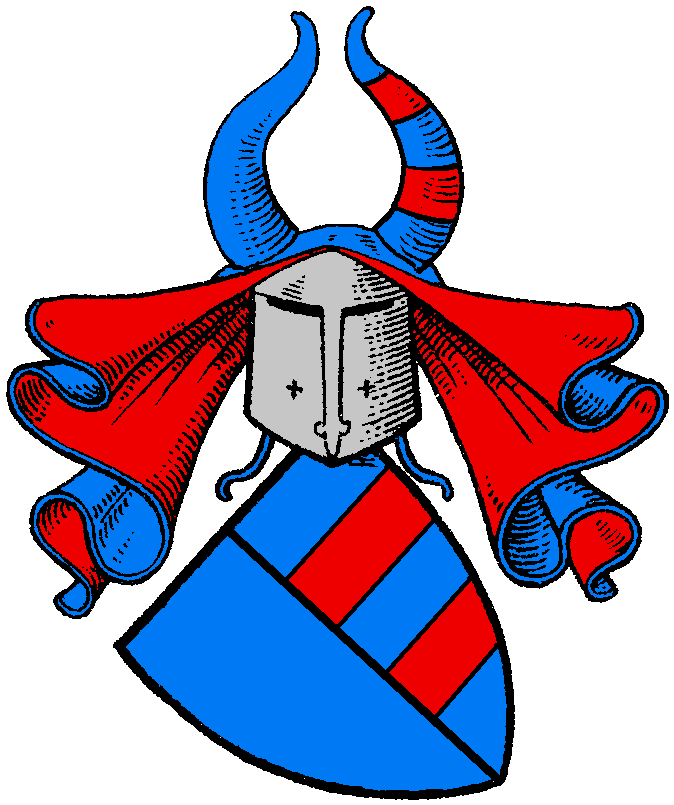
Wappen derer von Preuß

Eine Stammverwandtschaft mit den pommerschen von Preuß ist nicht nachgewiesen. Eine Abgrenzung vom gleichnamigen preußischen Geschlecht mit Wappen Leliwa ist ebenso erforderlich wie zum erloschenen schlesischen Adelsgeschlecht Preuß oder zum Thorner Patrizier- und späteren Adelsgeschlechts Preuß.

## Geschichte

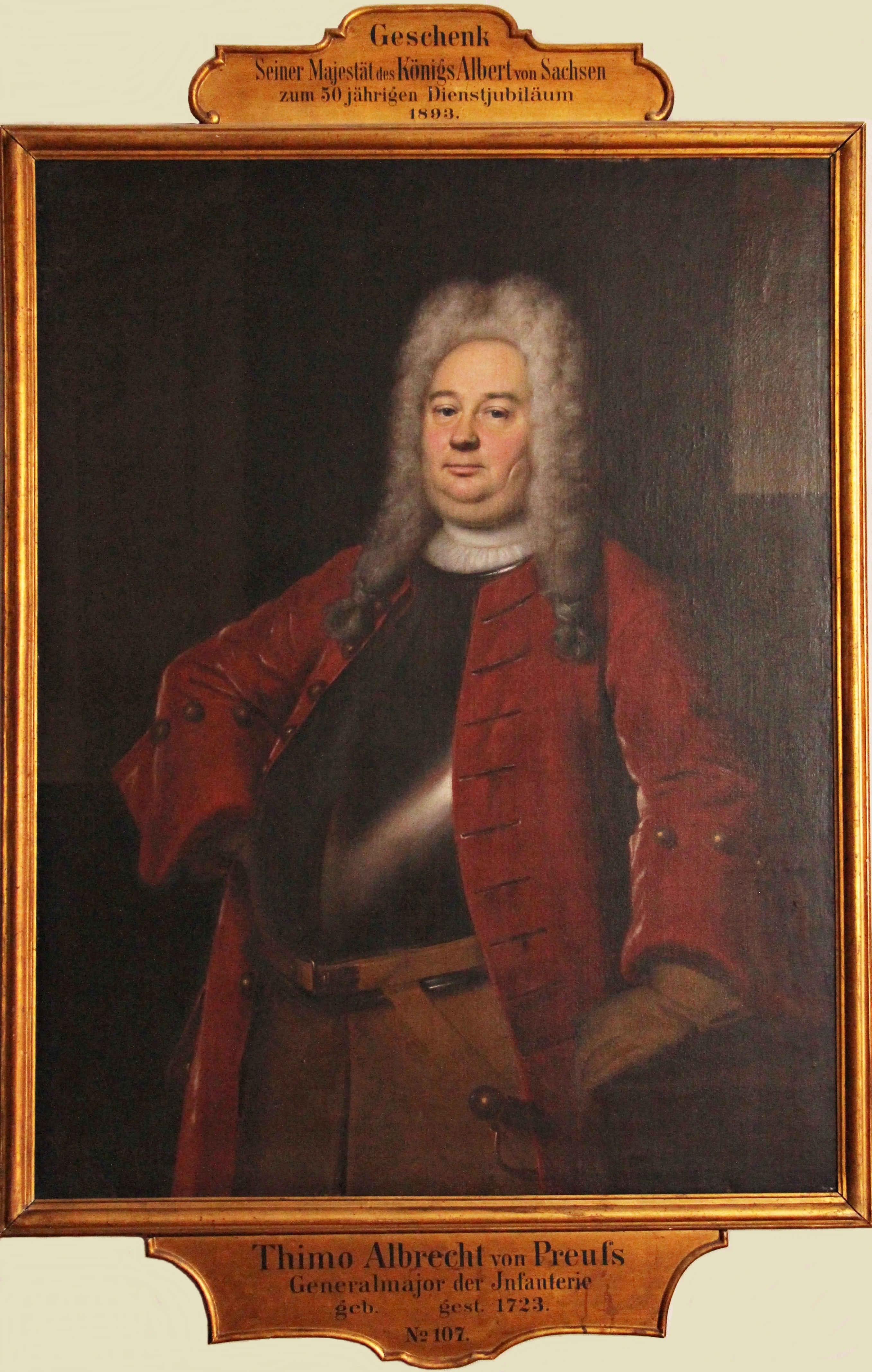
Porträt des Generalmajors der Infanterie Thimo Albrecht von Preuss († 1723)

Preuß ist der Name eines kursächsischen Adelsgeschlechts.
Mit Thammo de Pruz ist das Geschlecht am 1. Oktober 1206 erstmals urkundlich belegt. Das Geschlecht leitete seinen Namen vom Rittergut Pruz her, auf dem sie seit 1336 nachgewiesen sind. Die gesicherte und durchgängige Stammreihe der Familie beginnt mit Georg Preuß († nach 1505), der 1460 mit seinem Bruder Konrad Preuß das Gut Kleba bei Dresden veräußerte und 1463 die Güter Cavertitz und Schöna erwarb.
Weiterer Gutsbesitz bestand zeitweise in Sachsen zu Bennewitz, Camitz, Ilkendorf, Kertitz, Kottewitz, Pulsitz und Rittmitz, Trebnitz sowie schließlich zu Wendischbora.
Mehrere Glieder des Geschlechts haben als Offiziere in der sächsischen Armee oder im Forstdienst des Landes gedient.

## Wappen
Das gespaltene Stammwappen ist rechts blau und ledig und zeigt links in Blau zwei rote Querbalken. Auf dem Helm mit blau-roten Decken zwei Büffelhörner tingiert wie der Schild.

## Angehörige
- Thimo Albrecht von Preuß († 20. August 1723), polnisch-sächsischer Generalmajor und Kommandant von Senftenberg[1]